# Vimma
Vimma auparavant école finlandaise pour filles (finnois : Turun suomalainen tyttökoulu) est un bâtiment situé dans le quartier VII de Turku en Finlande,.

## Présentation
Le bâtiment est conçu en 1906 pour abriter une école de filles.
Il est situé en bordure d'Aurakatu au centre-ville de Turku. 
Son style représente un mélange des styles néogothique et romantisme national avec des nuances médiévales. 
Le bâtiment a été rénové en 2004-2006 pour y ouvrir le centre d'art et d'activités Vimma destiné aux jeunes qui a démarré ses activités en 2006. 
Vimma organise des activités pour les jeunes telles que divers cours, ateliers d'art et concerts.
Vimma est installé dans quatre étages du bâtiment qui ont une superficie totale d'environ 1 700 m2.